# Jürgen Paul Schwindt
Jürgen Paul Schwindt (* 26. Oktober 1961 in Koblenz) ist ein deutscher Klassischer Philologe, Literatur- und Philologietheoretiker.

## Leben
Nach dem Abitur am Görres-Gymnasium in Koblenz studierte Schwindt Indogermanistik, Indologie und Klassische Philologie an der Julius-Maximilians-Universität Würzburg und der Rheinischen Friedrich-Wilhelms-Universität Bonn. 1988 legte er in Bonn das erste Staatsexamen ab. 1993 wurde er bei Otto Zwierlein mit der im Jahr darauf publizierten Dissertation Das Motiv der Tagesspanne. Ein Beitrag zur Ästhetik der Zeitgestaltung im griechisch-römischen Drama promoviert. An der Universität Bielefeld, wo Schwindt eine Oberratsstelle bekleidete, habilitierte er sich 1998 mit seiner Studie Prolegomena zu einer Phänomenologie der römischen Literaturgeschichtsschreibung – Von den Anfängen bis Quintilian und vertrat den dortigen Lehrstuhl. Seit Herbst 2000 ist er als Nachfolger von Michael von Albrecht ordentlicher Professor für Klassische Philologie (Lateinische Literaturwissenschaft) und Direktor des Seminars für Klassische Philologie an der Ruprecht-Karls-Universität Heidelberg.
Seit 2001 ist er Mitglied der Forschergruppe „La poésie augustéenne“, eines Verbundes latinistischer Lehrstühle der Universitäten Berlin (FU), Cambridge, Dublin, Florenz, Genf, Heidelberg, Lille, London, Manchester, Oxford, Pisa, Rom und Udine. Seit 2001 gibt er die Bibliothek der klassischen Altertumswissenschaften (Universitätsverlag Winter in Heidelberg) heraus. Schwindt ist Initiator des seit 2005 vergebenen „Heidelberger Förderpreises für klassisch-philologische Theoriebildung“ sowie Mitbegründer und erster Leiter des Master-Studiengangs Klassische und Moderne Literaturwissenschaft an der Universität Heidelberg (2014). Er ist Gründungsdirektor der 2016 ins Leben gerufenen „Internationalen Koordinationsstelle Theorie der Philologie“ in Heidelberg.
Zu seinen Forschungsschwerpunkten zählen die Theorie der Literatur, die Theorie und Geschichte der Literaturgeschichtsschreibung, die Literatur der späten Republik, des augusteischen und neronischen Zeitalters, die Geschichte der Klassischen Philologie und die Theorie der Philologie.

## Werk und Positionen
Schwindt zählt zu den wichtigsten Anregern der gegenwärtigen Debatte um die Philologie. Seit 2002 arbeitet er an den Grundlagen einer – von ihm zuerst so benannten – „Theorie der Philologie“. Einem größeren Publikum bekannt wurde er durch die Frage nach der „philologischen Frage“: „Was ist eine philologische Frage?“ war der Titel einer 2002 und 2003 in Kooperation mit der Tele-Akademie des SWR an der Universität Heidelberg durchgeführten Vortragsreihe, an der sich u. a. Karl Heinz Bohrer, Hans Ulrich Gumbrecht, Werner Hamacher und Wolfgang Iser beteiligten. 2007 trafen sich renommierte Vertreter verschiedener Richtungen des philologischen Denkens zum gleichnamigen Kolloquium in Heidelberg. Die Beiträge wurden 2009 im Suhrkamp Verlag veröffentlicht. Dort proklamierte Schwindt auch den „philological turn“. Voraussetzung für die neue Stärke des philologischen Paradigmas sei freilich „die Wende der Philologie auf sich selbst“.
Kennzeichnend für Schwindts Theorie der Philologie ist die enge Verbindung mit der Theorie der Literatur. Zu letzterer hat er vor allem im Kontext der Forschergruppe „La poésie augustéenne“ international rezipierte Beiträge geleistet. Ausgehend von der Relektüre zentraler Texte der spätrepublikanischen, augusteischen und neronischen Literatur entwickelte er ein dreistufiges Modell zur Darstellung des philologischen Verfahrens: die „Thaumatographie“ und das „Athematische Lesen“ (Methode oder Lektüre), die „Radikalphilologie“ (Fach oder Disziplin) und den „Schwarzen Humanismus“ (die Kritik der Ideologie).
„Thaumatographie“
Schwindts Theorie der Philologie versucht der von ihm wiederholt thematisierten Krise des Lesens („Pathologien des Lesens“), der „Flucht vor dem Text“, zu begegnen, indem sie von der Erfahrung des Lesens ausgeht. Ein vertieftes Verständnis der philologischen Arbeit setzt Lektüreverfahren voraus, die der Komplexität des philologischen Gegenstandsbezuges, vor allem der Doppelstruktur des philologischen Erkennens (Erkenntnis im Text vs. Erkenntnis am Text), Rechnung tragen. So wurden schon 2002 (Autorenkolloquium mit Karl Heinz Bohrer) einige poetologische Gedichte des Horaz als „thaumatographische“ Skizzen beschrieben, 2005 in Oxford die „Thaumatographie“ (wörtlich: „die Verzeichnung des Seltsamen, Merkwürdigen oder Wunderbaren“) als diejenige Lektüremethode benannt, die die Selbstsicht der Texte offenlegen kann. Seit 2003 rückt zunehmend das Modell der sogenannten ‚Urszenen‘ in den Vordergrund der Betrachtung. Die Interpretation literarischer Texte selbst soll Aufschluss geben über die Eigenart, die Genese, Entwicklung, Struktur und Richtung des philologischen Fragens. Untersucht werden Texte, in denen sich Muster der Welterschließung und -deutung zeigen, die denen verwandt sind, die man sonst erst im Verfahren der Deutung der Texte zur Anwendung bringt (z. B. Traumdeutungs- oder Orakelszenarien). Beschrieben wird eine Art methodologischer mise en abyme. „Philologie“ ist dann diejenige Einstellung oder Theorie, die den theoretischen Horizont der Texte präzise zu erfassen verspricht.
„Radikalphilologie“
„Radikalphilologie“ heißt seit 2005 diejenige Instanz, die die Erkenntnisweisen der Literatur und die Erkenntnisweisen der Literaturwissenschaft in sich vermitteln kann. Radikal, also „an der Wurzel (radix) operierend“, ist sie, weil sie hinter die motivischen Manifestationen des „Themas“ zum „Thauma“ (d. h. zu dem noch nicht thematisch gewordenen ersten Anstoß unserer Aufmerksamkeit) zurückzugelangen versucht. Sie beschreibt eine Bewegung der umgekehrten Metaphysik, wenn sie den Punkt rekonstruiert, an dem Laute, Silben und Wörter sich noch nicht so weit zu thematischen oder Sinneinheiten verfestigt haben, dass nicht auch noch andere Richtungsentscheidungen und Sinnstiftungsverfahren, andere Themen, Motive und Geschichten möglich wären. 2007 werden die radikalphilologischen Lektüren erstmals an philologisch-literaturwissenschaftlichen Fachtexten erprobt. So werden an Creuzers philologischer Programmschrift, an August Wilhelm Schlegels literaturhistorischen Vorlesungen, an August Boeckhs Methodologie, Ulrich von Wilamowitz-Moellendorffs Erinnerungen und Michel Foucaults Platon- und Kant-Lektüren philologische Dispositionen erkennbar, die sich bei bloß inhaltlicher Lektüre nicht erschließen lassen. Seit 2010 lässt Schwindt in dichter Folge Aufsätze, Miszellen, aber auch publizistische Interventionen über Begriffe und Konzepte philologischen Denkens und Arbeitens erscheinen: Die „radikale Philologie“ wird in ihren Beziehungen zur Kritik, zur Philosophie, zur Literaturtheorie (vor allem Hermeneutik, Dekonstruktion und Konstruktivismus), aber auch zur Geschichte, zur Politik und nicht zuletzt zum Recht vermessen. Aus einzelnen Beobachtungen entwickeln sich konzeptuelle Unterströmungen, die sich in ihren angestammten fachlichen Kontexten neu perspektivieren lassen (zum Beispiel als radikale Politik oder radikalphilologische Geschichte).
„Athematisches Lesen“
Das „athematische Lesen“ ist eine spezifische Form des radikalphilologischen Lektüreverfahrens. Es wurde in Auseinandersetzung mit der von Schwindt selbst 2012 beschriebenen athematischen Disposition der augusteischen Literatur entwickelt und erfuhr 2017 seine theoretische Ausdifferenzierung u. a. in thematologische, kategorial-epistemische und thaumatographische Lektüren. Im Sommer 2018 entzündet sich in der geisteswissenschaftlichen Beilage der FAZ nicht zuletzt an Begriff und Vorstellung des athematischen Lesens eine Kontroverse um die Rolle und Bedeutung der Philologie in Kultur und Gesellschaft der Gegenwart.
„Schwarzer Humanismus“
Auch eine wissenschaftlichen Maßstäben verpflichtete Philologie kann der Frage nach dem „Menschen“ nicht ausweichen. Das traditionelle Bündnis von (Klassischer) Philologie und Humanismus wird radikal hinterfragt. Das „athematische Lesen“ liest auch den Humanismus auf seine kleinsten Bausteine zurück. Für die Summe der Annahmen, die die „radikale Philologie“ – aus Texten – zur Rolle und Bedeutung des „Menschen“ gewinnt, hat Schwindt den Begriff des „Schwarzen Humanismus“ geprägt. Er steht für die „negative Utopie eines Humanismus vor oder nach allen Humanismen“ und wird vor allem aus der Beobachtung sprachlicher Einteilungs- und Ordnungsleistungen entwickelt. So treten Fragen wie die nach der Moralität oder Aussageabsicht hinter Untersuchungen etwa zur „Gestualität“ der Texte zurück.
Was sich in jüngeren Arbeiten, vor allem zu Ovid, abzeichnet, ist das Forschungsprogramm einer „Archäologie“ oder „Genealogie des menschlichen Betreffs“. Dabei handelt es sich um die philologische Rekonstruktion einer Ideengeschichte, die von den dominanten Lesarten der leitenden, oft humanistischen Tradition(en) erst verschattet, dann verdrängt oder sogar verschüttet wurde.
„Philologie von unten“
Die „Philologie von unten“ möchte die Risse und Fugen an den Fundamenten der Traditionsbildung sichtbar machen. Sie thematisiert den Spagat zwischen einer Tradition, die auf weithin geteilten, philologisch aber nicht durchweg plausiblen Annahmen über Texte aufbaut, und einer Tradition, die sich auf immer neue kritische Lektüren der alten Texte gründet. Darin liegt ihr politisches Potential und zugleich die Chance, sich für ein größeres Publikum zu öffnen. Seit dem Wintersemester 2020/21 kann man Schwindts Heidelberger Vorlesungen zur klassischen griechischen und lateinischen Literatur im Netz verfolgen. Der YouTube-Kanal „Philologie von unten“ wurde als Forum für den Austausch von Ideen zur Interpretation von Texten gegründet.

## Schriften (Auswahl)
- Das Motiv der Tagesspanne. Ein Beitrag zur Ästhetik der Zeitgestaltung im griechisch-römischen Drama. Paderborn/München/Wien/Zürich 1994.
- Prolegomena zu einer Phänomenologie der römischen Literaturgeschichtsschreibung – Von den Anfängen bis Quintilian (= Hypomnemata. Band 130). Göttingen 2000.
- (Hrsg.): Zwischen Tradition und Innovation. Poetische Verfahren im Spannungsfeld Klassischer und Neuerer Literatur und Literaturwissenschaft. München 2000.
- (Hrsg.): Klassische Philologie „inter disciplinas“. Aktuelle Konzepte zu Gegenstand und Methode eines Grundlagenfaches (= Bibliothek der klassischen Altertumswissenschaften. Band 110). Heidelberg 2002.
- (Mithrsg.): Temporalität und Form. Konfigurationen ästhetischen und historischen Bewußtseins. Festschrift für Karl Heinz Bohrer. Heidelberg 2004
- (Hrsg.): La représentation du temps dans la poésie augustéenne – Zur Poetik der Zeit in augusteischer Dichtung (= Bibliothek der klassischen Altertumswissenschaften. Band 116). Heidelberg 2005.
- (Mithrsg.): Friedrich Creuzer (1771–1858). Philologie und Mythologie im Zeitalter der Romantik. Heidelberg 2008.
- (Hrsg.): Was ist eine philologische Frage? Beiträge zur Erkundung einer theoretischen Einstellung. Suhrkamp, Frankfurt 2009.
- Thaumatographia oder Zur Kritik der philologischen Vernunft. Vorspiel: Die Jagd des Aktaion (Ovid, Metamorphosen 3, 131–259) (= Bibliothek der klassischen Altertumswissenschaften. Band 150). Heidelberg 2016.
- Humanismo negro. Selección y traducción de Niklas Bornhauser Neuber. Santiago de Chile 2022 (= ediciones / metales pesados).